# Fimbristylis fuscoides
Fimbristylis fuscoides är en halvgräsart som beskrevs av Charles Baron Clarke. Fimbristylis fuscoides ingår i släktet Fimbristylis och familjen halvgräs. Inga underarter finns listade i Catalogue of Life.